# 장덕진 (1934년)
장덕진(張德鎭, 1934년 6월 27일~2017년 4월 20일)은 대한민국의 관료이자 체육인이다. 대한민국의 제30대 농림부 장관이다. 재무부 국장과 대한축구협회의 31, 32대 회장 등을 역임했다. 대한축구협회 회장 시절 금융단 축구 리그를 신설하는 등 한국 축구를 대중화한 관료이면서, 체육인이다.
박정희 제5·6·7·8·9대 대통령의 처조카사위가 된다. 1971년 총선에서 영등포 갑의 공화당 후보로 출마 함으로 인해 야당인 신민당 대표 유진산이 갑자기 지역구를 포기하고 전국구 1번으로 등록하며 세칭 '진산 파동'이 일어나게 된다.

## 학력
- 고려대학교 법학 학사

### 명예 박사 학위
- 고려대학교 경제학 명예박사

## 경력
- 1969년: 재무부 재정차관보
- 1970년: 대한체육회 부회장
- 1970년: 대한축구협회 회장
- 1971년: 제8대 국회의원
- 1973년: 농수산부 차관
- 1977년: 농수산부 30대 장관
- 1979년: 경제과학심의위원회 상임의원
- 1982년: 사회발전연구소 회장
- 1984년: 농업진흥공사 이사장
- 1990년: 경제정책자문회의 위원
- 1991년: 대륙종합개발대표이사 회장
- 1995년: 고려대 중앙학원 이사

## 수상
- 2008년: 대한축구협회 창립76주년 공로상

## 역대 선거 결과
| 실시년도 | 선거   | 대수 | 직책     | 선거구           | 정당       | 득표수   | 득표율          | 순위 | 당락 | 비고 |
| -------- | ------ | ---- | -------- | ---------------- | ---------- | -------- | --------------- | ---- | ---- | ---- |
| 1971년   | 총선   | 8대  | 국회의원 | 서울 영등포구 갑 | 민주공화당 | 74,617표 | \| \| 57.01% \| | 1위  |      | 초선 |
|          | 57.01% |      |          |                  |            |          |                 |      |      |      |